# Gustav-Adolf Moths
Gustav-Adolf Moths (* 21. September 1877 in Hamburg; † unbekannt) war ein deutscher Ruderer, der als Steuermann mit dem Vierer mit Steuermann bei den Olympischen Sommerspielen 1900 den dritten Platz belegte.
Bei den Olympischen Spielen 1900 wurden auf der Seine in Paris erstmals olympische Wettkämpfe im Rudern ausgetragen. Der Hamburger Ruder-Club Favorite Hammonia entsandte einen Vierer mit den Ruderern Hugo Rüster, Wilhelm Carstens, Julius Körner und Adolf Möller. In seinem Vorlauf am 25. August belegte der Vierer mit dem Steuermann Max Ammermann den dritten Platz hinter dem anderen Hamburger Vierer vom Hamburger und Germania Ruder Club und dem Boot aus Roubaix. Gemäß der Ausschreibung sollten die drei Vorlaufsieger und der schnellste Zweite, das wäre das Boot aus Roubaix gewesen, ins Finale gelangen. Da aber das Boot aus Lyon als Zweiter des zweiten Vorlaufs und das Boot von Hammonia als Dritter des dritten Vorlaufs schneller als das Siegerboot des ersten Vorlaufs waren, kam es zu Protesten gegen die Finalzusammensetzung. Deshalb sollte es am 26. August zu einem Ausscheidungsrennen kommen. In diesem Rennen belegte das Boot von Hammonia, diesmal mit Egmont Zahn als Steuermann, den dritten Platz hinter den Booten aus Roubaix und Lyon.
Da über das Ausscheidungsrennen nicht alle Mannschaften informiert worden waren, fehlten einige Boote, darunter auch der Vierer von Germania Hamburg. Daraufhin kam es zu der Entscheidung, das Ergebnis des Ausscheidungsrennens als offizielles Finalergebnis zu werten und für die drei Boote, die dieses Rennen verpasst hatten, am 27. August ein weiteres offizielles Finale auszurichten. Durch diesen Kompromiss gibt es für die Olympischen Spiele 1900 zwei offizielle Endläufe mit offiziellen Olympiasiegern, Olympiazweiten und Olympiadritten.
Dieses Mal war Moths der Steuermann der Ruderer vom Ruder-Club Favorite Hammonia, die die ersten deutschen Medaillengewinner im Rudern waren und bronzene Plaketten erhielten. Durch den Sieg des Germania-Vierers am folgenden Tag hielt sich die Aufmerksamkeit für die Drittplatzierten des ersten Finales allerdings in Grenzen.